# Селестина (фильм, 1996)
«Селестина» (исп. La Celestina) — фильм-драма испанского режиссёра Херардо Веры, созданный в 1996 году по одноимённой драме «Селестина».

## Создание фильма
Для Херардо Веры это был третий, после «Другой истории Розендо Хуареса» (La otra historia de Rosendo Juárez (1990)) и «Женщины под дождём» (Una mujer bajo la lluvia (1992)), режиссёрский проект. Сначала Вера предполагал экранизировать пьесу Лопе де Веги «Рыцарь из Ольмеды», однако потом решил поставить фильм по одной из известнейших испанских трагедий — «истории любви, ревности, предательства и смерти» — «Селестине» Фернандо де Рохаса. Именно «Селестина», по Херардо Вере, равна по величию темы и накалу страстей пьесам Шекспира. Перед премьерой фильма в интервью газете El País режиссёр отмечал, что хотел понять, почему Шекспир так близок современному зрителю, тогда как классические испанские произведения не находят у него отклика. «И я пришел к интересной мысли: англосаксонская культура происходит от протестантских корней, где человек становится главным объектом художественного творчества. Шекспир говорит о человеческой душе и говорит со свободой, которой нет в других культурах. Напротив, классический испанский театр в основе своей обращается к до некоторой степени предустановленным и доминирующим социологическим концепциям, таким как честь, слава и непорочность, в текстах, которые весят как камень». По мнению Веры, Рохас, обращенный еврей с жизненным опытом, вырывающимся за границы условностей того времени, как и Шекспир, протестует против устоявшихся общественных институтов. Он безжалостно обнажает человеческие чувства, раскрывая их ценность и вневременную актуальность. Он открывает любовь как физическую боль, как через несколько веков о ней писали в своих стихах Хиль де Бьедма и Луис Сернуда. Вера хотел проверить, насколько он способен «рассказать в классическом стиле историю любви, которая может случиться сегодня в районе Маласанья», так, чтобы современный зритель смог совершить это путешествие во времени. В «Селестине» речь идёт о насущном, о любви, как порождении индивидуума. «Любовь — это наименее разделяемое чувство». Молодая героиня, Мелибея, должна отдаться Калисто, но Калисто непроницаем, он ничего не дает, он только размышляет о желании. Как думал режиссёр, «Селестина» — классика, которая может быть понятна и близка и спустя даже несколько столетий. Режиссера привлекал масштаб женских характеров — у женщин в «Селестине» есть то, что он определил как «дух новой эры». Мелибея — «та, у кого есть вся сила и в то же время вся уязвимость», проститутка Ореуса — новая свободная женщина и Селестина, играющая людскими судьбами, движитель всего действия.

## Сюжет
Молодой дворянин Калисто безответно влюблён в прекрасную Мелибею. У него есть двое слуг, Семпронио и Пармено. Один — ловелас и жулик, в первую очередь пекущийся о своих удовольствиях и своём кошельке, предлагает хозяину воспользоваться услугами ведьмы Селестины: по его словам ей по силам влюбить в Калисто любую девушку. Другой, верный Пармено, предупреждает дворянина, что доверяться «старой шлюхе» опасно. Калисто сам пытается ухаживать за Мелибеей, но строго воспитанная девушка каждый раз прерывает его любовные излияния. Отчаявшись добиться взаимности, Калисто нанимает Селестину.
Ведьма заколдовывает пряжу любовным заговором и приносит её в дом Мелибеи. Добившись, чтобы служанка провела её к девушке, сводня отдаёт ей пряжу и обманом выманивает у неё приметный пояс: дескать, освящённая вещь поможет вылечить Калисто от жуткой зубной боли. Оставшись одна, Мелибея признаётся хотя бы самой себе, что на самом деле любит Калисто.
Селестина хочет перетянуть на свою сторону Пармено. Для этого она обещает ему ласки Ореусы, которую давно любит Пармено, и которая изнывает без мужского внимания. Это ей удаётся. Отныне оба слуги действуют заодно, помогая старой сводне. Селестине удаётся уговорить Мелибею встретиться с Калисто в полночь у ворот её дома. Девушка подслушала разговор родителей, обговаривающих её будущую свадьбу, и решает «уж лучше быть хорошей любовницей, чем плохой женой». Но в первый вечер молодым людям удаётся лишь перекинуться несколькими фразами: оба боятся проходящей мимо ночной стражи. Однако Мелибея успевает сказать Калистро, что он должен прийти завтра в это же время.
Семпронио и Пармено приходят в дом к Селестине и требуют поделиться той золотой цепью, которую дал сводне их хозяин. Старуха отказывается и молодые люди закалывают её. Живущая в её доме любовница Семпронио Элисия поднимает крик, и Семпронио и Пармено схватила стража. Утром их казнят. Потеряв и работодательницу, и своих любовников, Элисия и Ореуса решают отомстить Калисто и Мелибее. Ведь, не расплатись Калисто так щедро, сообщники не поссорились бы и остались бы живы.
Ореуса соблазняет конюха Калисто и выпытывает у него, где и когда будет следующее свидание влюблённых. Позже она требует от одного из своих клиентов в уплату за услуги избить Калисто. Но всё случилось не так, как задумывали две обиженные женщины. Свидание Калисто и Мелибеи прервали громкие звуки. Услышав, как за забором двое его слуг с кем-то схватились, Калисто бросается на помощь, вырвавшись из объятий любимой. Однако, сорвавшись с высоко забора, юноша неудачно падает и ломает шею. Видевшая смерть любимого, Мелибея хочет покончить с собой. Позвав на башню родового замка своих родителей, она признаётся им, что была влюблена, отдала любимому свою невинность и должна теперь последовать за ним. С последними словами девушка бросается вниз…

## В ролях
| Актёр            | Роль      |
| ---------------- | --------- |
| Пенелопа Крус    | Мелибея   |
| Хуан Диего Ботто | Калисто   |
| Тереле Павес     | Селестина |
| Марибель Верду   | Ореуса    |
| Жорди Молья      | Пармено   |
| Нанчо Ново       | Семпронио |
| Натали Сесенья   | Лукреция  |
| Карлос Фуэнтес   | Сосья     |
| Кандела Пенья    | Элисия    |
| Анна Лисаран     | Алиса     |
| Луис Омар        | Плеберио  |

## Награды и номинации
| Награды и номинации | Награды и номинации  | Награды и номинации               | Награды и номинации         | Награды и номинации |
| Год                 | Награда              | Категория                         | Номинант                    | Итог                |
| ------------------- | -------------------- | --------------------------------- | --------------------------- | ------------------- |
| 1997                | Fotogramas de Plata  | Лучшая киноактриса                | Тереле Павес                | Номинация           |
| 1997                | Премия «Гойя»        | Лучшая актриса второго плана      | Марибель Верду              | Номинация           |
| 1997                | Премия «Гойя»        | Лучший актёр второго плана        | Нанчо Ново                  | Номинация           |
| 1997                | Премия «Гойя»        | Лучший актёр второго плана        | Жорди Молья                 | Номинация           |
| 1997                | Премия «Гойя»        | Лучший художник                   | Ана Альваргонсалес          | Номинация           |
| 1997                | Премия «Гойя»        | Лучший грим                       | Пака Альменара Алисия Лопес | Номинация           |
| 1997                | Премия «Гойя»        | Лучший дизайн костюмов            | Соня Гранде Херардо Вера    | Номинация           |
| 1997                | Премия «Гойя»        | Лучшая операторская работа        | Хосе Луис Лопес-Линарес     | Номинация           |
| 1997                | Sant Jordi Awards    | Лучшая испанская актриса          | Тереле Павес                | Победа              |
| 1997                | Spanish Actors Union | Лучшая роль второго плана (фильм) | Нанчо Ново                  | Победа              |
| 1997                | Spanish Actors Union | Лучшая эпизодическая роль (фильм) | Натали Сесенья              | Победа              |
| 1997                | Spanish Actors Union | Лучшая главная роль (фильм)       | Тереле Павес                | Победа              |